# Lady (Hear Me Tonight)
Lady (Hear Me Tonight) is een nummer van het Franse house-duo Modjo uit 2000. Het is de eerste single van hun titelloze debuutalbum. Het nummer bevat een sample van het nummer Soup for One van Chic.
"Lady (Hear Me Tonight)" werd een wereldwijde zomerhit. In Modjo's thuisland Frankrijk haalde het nummer de 7e positie. In Nederland werd het Dancesmash op Radio 538 en in de Nederlandse Top 40 haalde het de 3e positie, en in de Vlaamse Ultratop 50 de 5e.

## Tracklist
1. Lady (Hear Me Tonight) (Radio Edit) 3:46
2. Lady (Hear Me Tonight) 5:05
3. Lady (Hear Me Tonight) (Roy Davis Junior Universal Soldiers Mix) 5:10
4. Lady (Hear Me Tonight) (Remix) 7:07